# NGC 2985
NGC 2985 este o infrared source⁠(d) situată în constelația Ursa Mare. A fost descoperită în 1785 de către William Herschel. Se află la o distanță de 22,9 de megaparseci de Pământ.